# Arctostaphylos pungens
Espèce
Statut de conservation UICN

 LC  : Préoccupation mineure
Arctostaphylos pungens est une espèce de plante à fleurs de la famille des Éricacées, sous-famille des Arbutoideae, originaire du Sud-Ouest des États-Unis et du Nord du Mexique. Cet arbuste croît dans des habitats de forêts tempérées à semi-sèches et des formations de type chaparral. Elle produit des fruits comestibles en forme de petites pommes, d'où son nom anglais de  « manzanita », terme espagnol signifiant « petite pomme ».

## Description
Arctostaphylos pungens est un arbuste à port dressé pouvant atteindre 3 mètres de haut.
L'écorce des tiges âgées, persistante, est lisse et rougeâtre. Les rameaux sont couverts de poils courts clairsemés.
Les feuilles, portées par un pétiole de 4 à 8 mm de long, ont un limbe vert clair ou vert foncé, luisant, de forme elliptique à lancéolé-elliptique, de 1,5 à 4 cm de long sur 1 à 1,8 cm de large. Ce limbe, à base obtuse à cunéiforme, parfois arrondie, à bords entiers, présente des faces lisses, finement tomenteuses à glabrescentes.

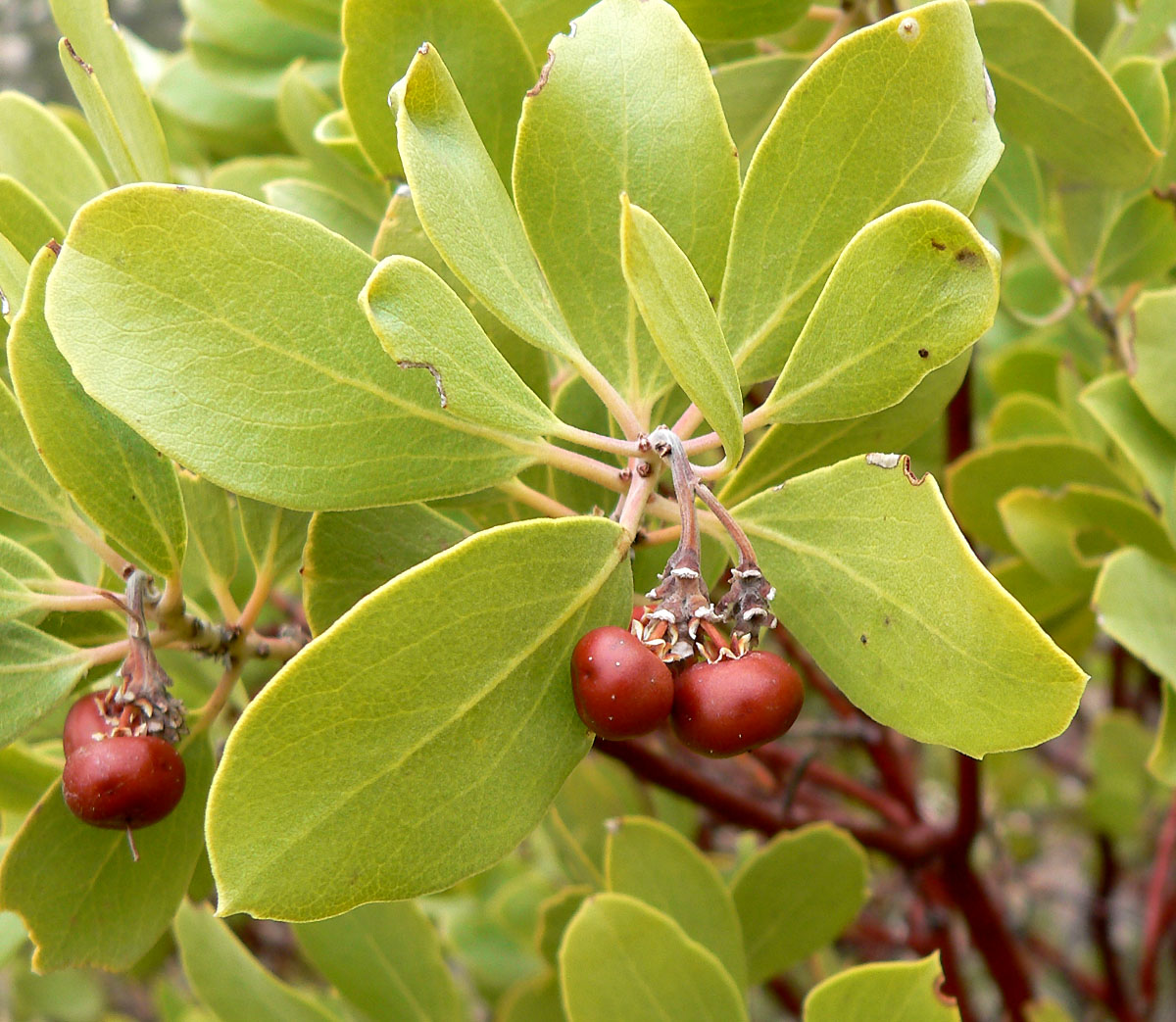
Rameau feuillé et fruits.

Les inflorescences sont des grappes, simples ou à un niveau de ramification. Les fleurs présentent une corolle blanche, conique à urcéolée, et un ovaire glabre.
Les fruits sont des baies de forme globuleuse-déprimée, glabres, de 5 à 8 mm de diamètre.
C'est une espèce diploïde à 26 chromosomes (2n = 2x =26).

## Biologie
Arctostaphylos pungens est une espèce qui se reproduit presque exclusivement par les graines. Celles-ci, tombées au sol, peuvent y rester à l'état de dormance pendant plusieurs décennies jusqu'au prochain incendie suivi de pluie.
Elles ne germent que dans des conditions très spécifiques liées aux cycles des incendies dans les formations de chaparral. En effet la chaleur des incendies échauffe les graines, les scarifie et permet ainsi qu'elles soient exposées à l'humidité disponible dans le sol après le feu. Lorsque cette humidité est suffisante, les graines germent et s'engage alors le processus de remplacement par les jeunes semis des plantes plus âgées, éliminées par le feu. Le chaparral peut se reconstituer dans les 10 ans suivant l'incendie. Dans les intervalles entre les incendies, la plante peut se reproduire de manière végétative grâce à un processus de marcottage, les branches de plantes adultes s'enracinant à partir de points de croissance en contact avec le sol.
Ce cycle d'arrêt par le feu suivi d'une phase de croissance se répète tous les 40 à 70 ans.

## Distribution et habitat
L'aire de répartition d'Arctostaphylos pungens s'étend en Amérique du Nord, d'une part dans le Sud-Ouest des États-Unis, de la Californie au Texas et d'autre part dans une grande partie du Nord et du centre du Mexique jusqu'à l'État d'Oaxaca vers le sud. Aux États-Unis, l'espèce est présente de manière discontinue dans les régions montagneuses de l'Arizona, du Nouveau-Mexique, du sud de la Californie, de l'extrême sud du Nevada et de l'Utah, de l'ouest du Texas. Au Mexique, la plante est abondante dans les États de Chihuahua, Coahuila et Nuevo León jusqu'à la ville de Mexico vers le sud. On la rencontre également dans les monts de la Sierra Juárez et de la Sierra de San Pedro Mártir en Basse-Californie.
L'espèce se rencontre généralement dans les forêts de pins ouvertes et les forêts de pins pignons et genévriers, généralement à des altitudes plus élevées. En Californie, il s'agit d'une espèce « chaparrale » qui est présente dans les chaînes désertiques et péninsulaires des montagnes du sud de la Californie. On a recensé trois populations disjointes dans le centre de la Californie dans les comtés de San Benito et de Monterey, initialement décrites sous d'autres noms (A. benitoensis et A. pseudopungens).

## Taxinomie
Cette espèce a été décrite par le botaniste allemand Karl Sigismund Kunth et publiée en 1819 dans Nova Genera et Species Plantarum 3(qto): 278 (-279); 3(fol.): 218; t. 259.

### Synonymes
Selon Plants of the World online (POWO) (26 janvier 2022) :
- Arbutus myrtifolia Willd. ex Steud.
- Arbutus nuda Steud.
- Arbutus rigida Willd. ex Steud.
- Arbutus tomentosa var. nuda Hook.
- Arctostaphylos benitoensis Roof
- Arctostaphylos chaloneorum Roof
- Arctostaphylos pseudopungens Roof
- Arctostaphylos pungens subsp. chaloneorum (Roof) Roof
- Arctostaphylos pungens f. glaucifolia Wawra
- Arctostaphylos pungens var. mexicana W.Knight
- Daphnidostaphylis pungens (Kunth) Klotzsch
- Uva-ursi pungens (Kunth) Abrams

### Sous-espèces et variétés
Selon Tropicos (26 janvier 2022) (Attention liste brute contenant possiblement des synonymes) :
- Sous-espèces :
  - Arctostaphylos pungens subsp. bakeri (Eastw.) Roof
  - Arctostaphylos pungens subsp. chaloneorum (Roof) Roof
  - Arctostaphylos pungens subsp. elegans (Jeps.) Roof
  - Arctostaphylos pungens subsp. hispidula (Howell) Roof
  - Arctostaphylos pungens subsp. laevigata (Eastw.) Roof
  - Arctostaphylos pungens subsp. manzanita (Parry) Roof
  - Arctostaphylos pungens subsp. 'montana (Eastw.) Roof
  - Arctostaphylos pungens subsp. nevadensis (A. Gray) Roof
  - Arctostaphylos pungens subsp. parryana Roof
  - Arctostaphylos pungens subsp. pungens
  - Arctostaphylos pungens subsp. roofii (Gankin) Roof
- Variétés :
  - Arctostaphylos pungens var. cratericola Donn. Sm.
  - Arctostaphylos pungens var. mexicana W. Knight
  - Arctostaphylos pungens var. montana (Eastw.) Munz
  - Arctostaphylos pungens var. platyphylla A. Gray
  - Arctostaphylos pungens var. pungens
  - Arctostaphylos pungens var. ravenii (P.V. Wells) Roof

## Utilisation
Cette plante était largement utilisée par les Amérindiens du sud-ouest des États-Unis, en particulier par les Cahuillas. Les baies récoltées à maturité étaient consommées crues. Elles étaient également cuites pour produire des boissons ou des gelées en vue d'une utilisation ultérieure.
La pulpe des baies, sucrée et sèche à maturité, pouvait être trempée dans de l'eau chaude et brassée pour produire une sorte de cidre.